# Thomas Baumgärtel

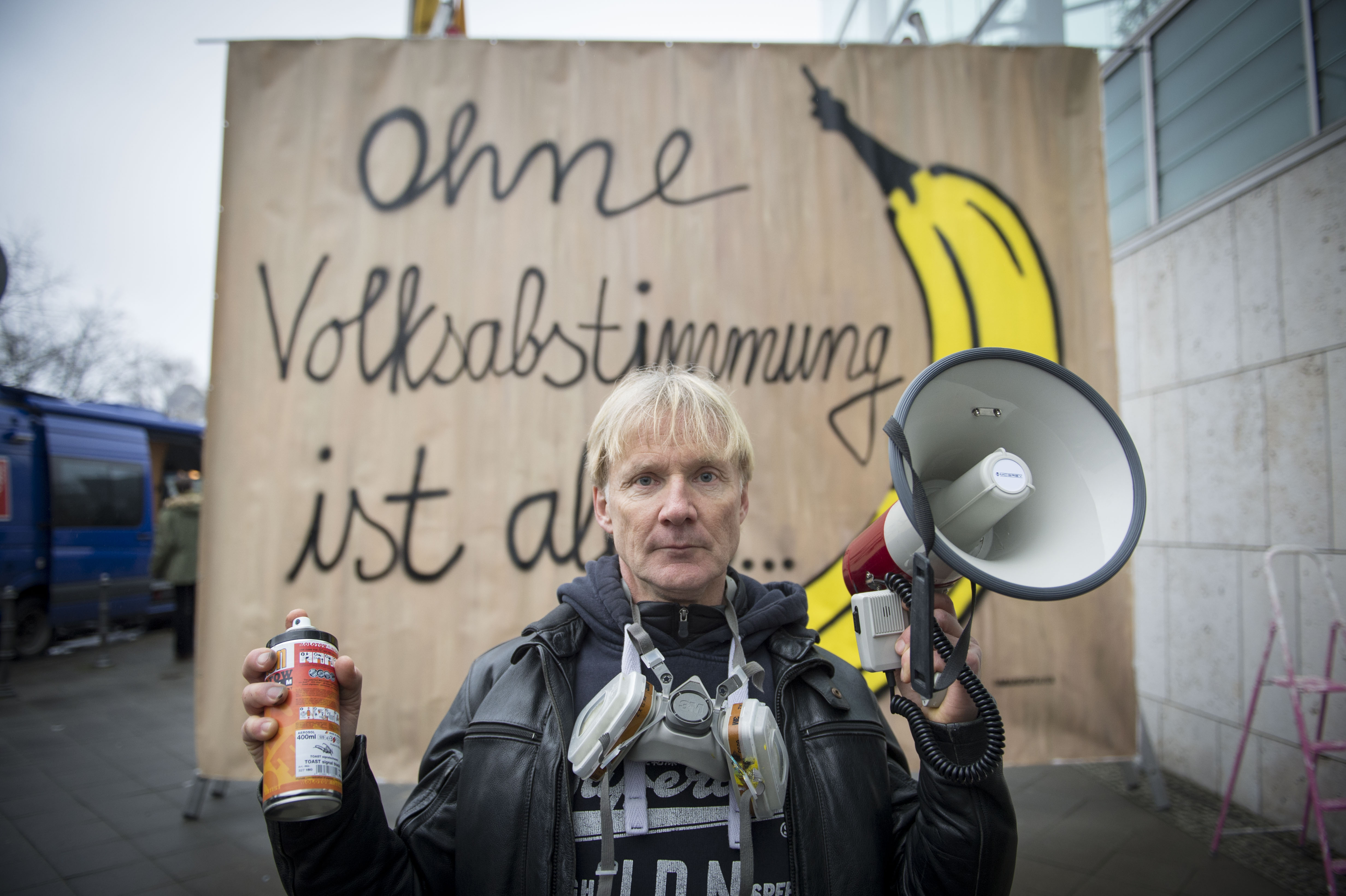
Thomas Baumgärtel 2018 vor einem von ihm gestalteten Plakat

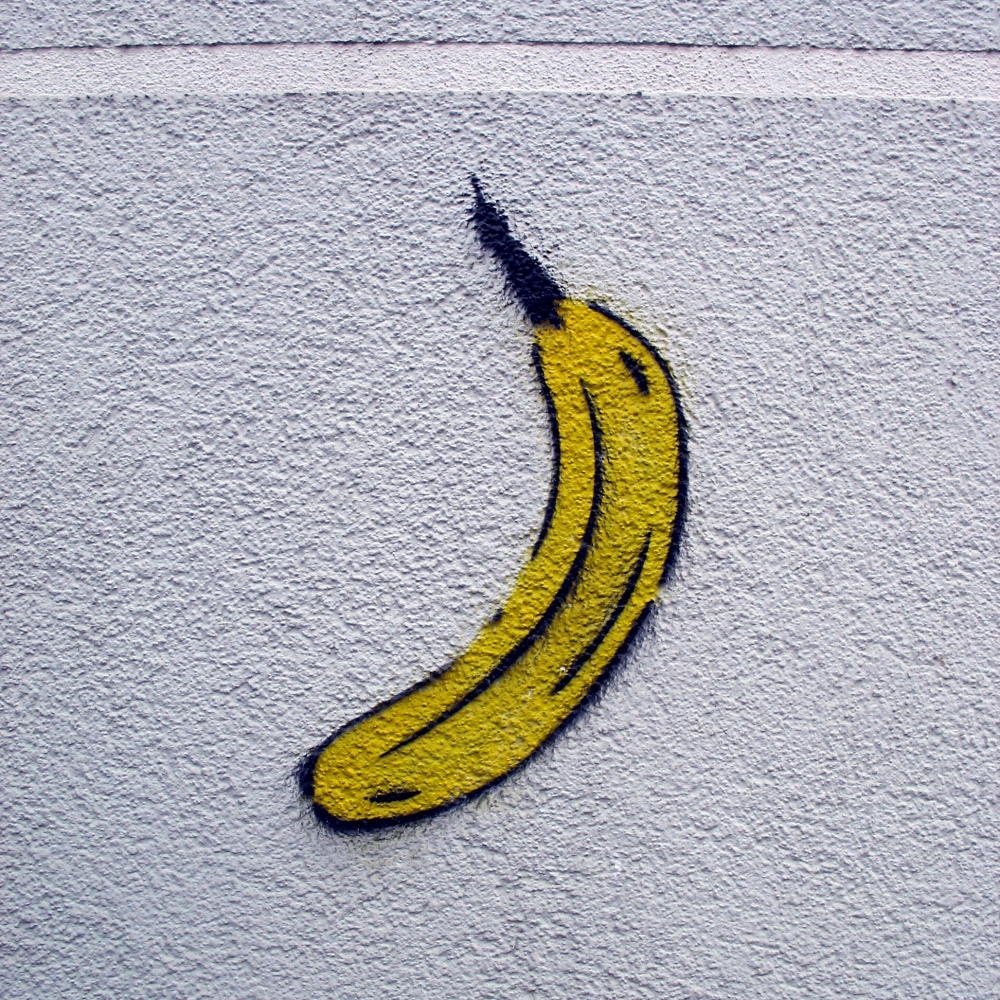
Spraybanane

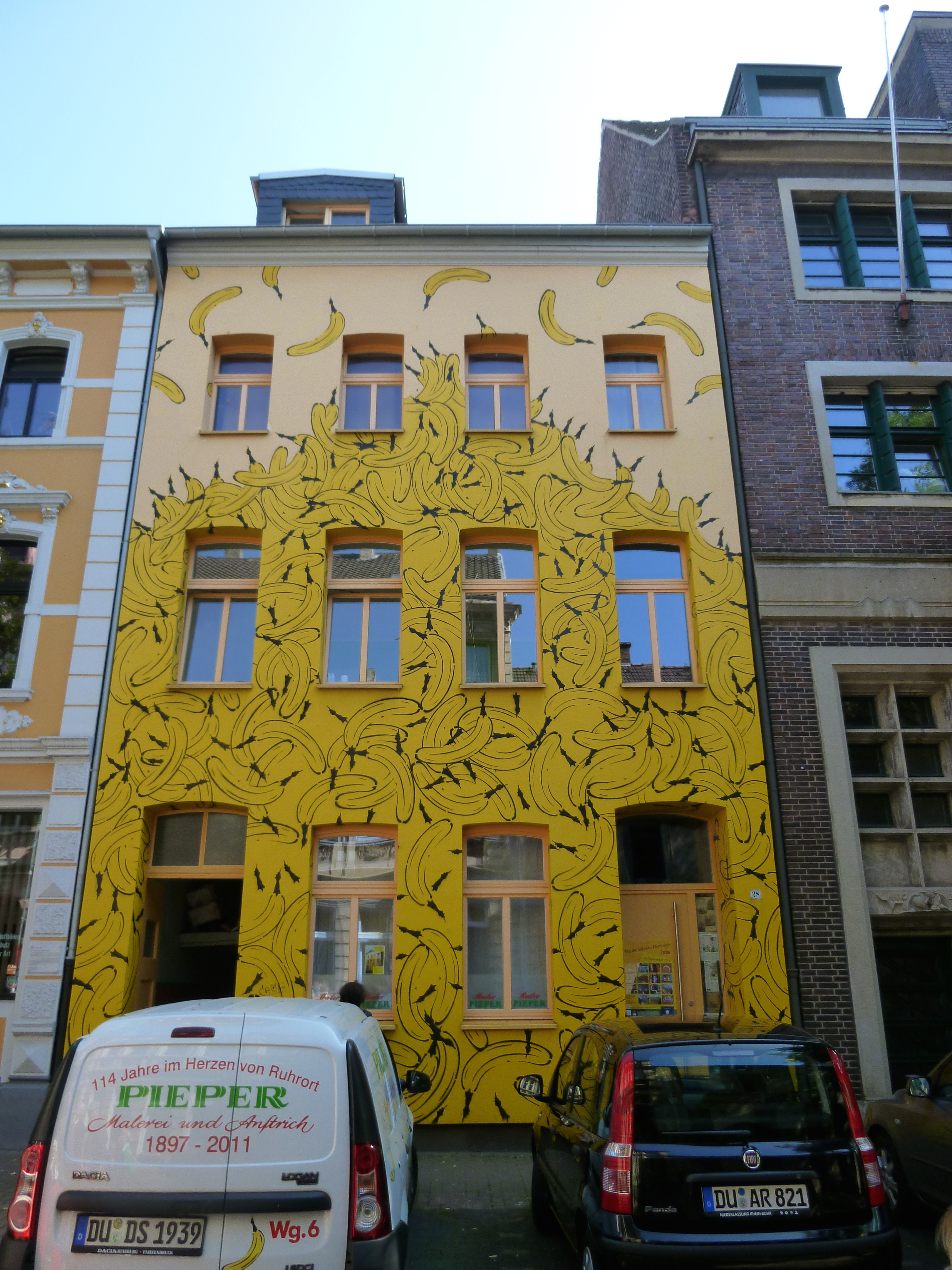
Bananenhaus an der Karlstr. 28 in Duisburg-Ruhrort (2014)

Thomas Baumgärtel (* 1960 in Rheinberg) ist ein deutscher Künstler, der auch unter dem Pseudonym „Bananensprayer“ bekannt ist. Seine in Pochoir-Technik gesprayten Bananen, die an die „Velvet-Underground-Banane“ von Andy Warhol erinnern, sind an den Eingängen von etwa 4000 Kunstmuseen und Galerien sowohl in deutschen als auch internationalen Städten zu finden.

## Leben
Von 1985 bis 1990 studierte Baumgärtel Freie Kunst an der Fachhochschule Köln (Meisterschüler bei Franz Dank). 1985 bis 1995 folgte ein Studium der Psychologie an der Universität zu Köln. Im Jahr 1986 markierte er zum ersten Mal einen Kunstort mit der Spraybanane.
Im Jahr 1996 gründete er mit 13 anderen Künstlern die Ateliergemeinschaft CAP Cologne in Köln-Nippes, der derzeit 28 Künstler angehören.
1998 schuf er erste Spraygramme. Mit THITZ und M.S. Bastian schloss er sich zur Künstlergruppe Könige der Herzen zusammen.
Im darauffolgenden Jahr begannen die Gemeinschaftsarbeiten zur Deutschen Einheit mit Harald Klemm.
Das Jahr 2000 markiert den Beginn des Vielfarbigen Bananenpointillismus sowie den Start der Zusammenarbeit mit Roland Specker für das Projekt für Berlin am Brandenburger Tor. 2001 gestaltete er in Zusammenarbeit mit dem Malermeister Dieter Siegel-Pieper die Fassade des Hauses Karlstr. 28 in Duisburg-Ruhrort, allgemein als „Bananenhaus“ bekannt.
Seit 2004 arbeitet er an der Serie Goldstücke und seit 2005 an den Serien Menschenmassen, Holocaust, Supermarkt und Städtebilder in Acryl-Malerei. Baumgärtel arbeitet seit 2006 an der Serie Urlaubsbilder in Acryl-Malerei.
Für das SWR 3 New Pop Festival 2007 in Baden-Baden und Rastatt hat er das Festivalplakat gestaltet. 2008–2010 sprayte er im Zuge des gleichnamigen Projekts 100 Bananen für das Ruhrgebiet.
Seit 2008 arbeitet Baumgärtel an dem Projekt für das Ruhrgebiet Phoenix aus der Asche mit einer 30 Meter hohen Stahlskulptur an einem Hochofen in Dortmund-Hörde.
Im März 2012 sprühte er eine Friedensbanane mit Kreidespray an den Kölner Dom im Rahmen einer Friedensaktion des Kölner Jugendrings. Anfang 2015 besprühte er als Reaktion auf den Angriff auf die Satirezeitschrift Charlie Hebdo eine Hauswand in Neuwied. Die örtliche Galerie zeigte dort bis September 2015 einige seiner Werke. Baumgärtel lebt und arbeitet in Köln.
Zu einem Eklat kam es im Februar 2018 während der Art Karlsruhe im Zusammenhang mit Baumgärterls Karikatur Türkischer Diktator, die den vorgebeugten türkischen Präsidenten Erdoğan mit unbekleidetem Unterkörper und einer Banane im Gesäß zeigt. Nach lautstarken Protesten und Drohungen hängte der Galerist das Bild ab, Baumgärtel trennte sich daraufhin von ihm und sprach von Zensur und Bedrohung der Kunstfreiheit.
Anfang Oktober 2018 erregte Türkischer Diktator bei Baumgärtels Ausstellung Politische Arbeiten in der Cubus Kunsthalle in Duisburg erneut türkisches Ärgernis. Es kam zu Drohungen im Internet und einer Intervention des türkischen Generalkonsulats in Düsseldorf. Die Ausstellungseröffnung musste unter Polizeischutz durchgeführt werden.

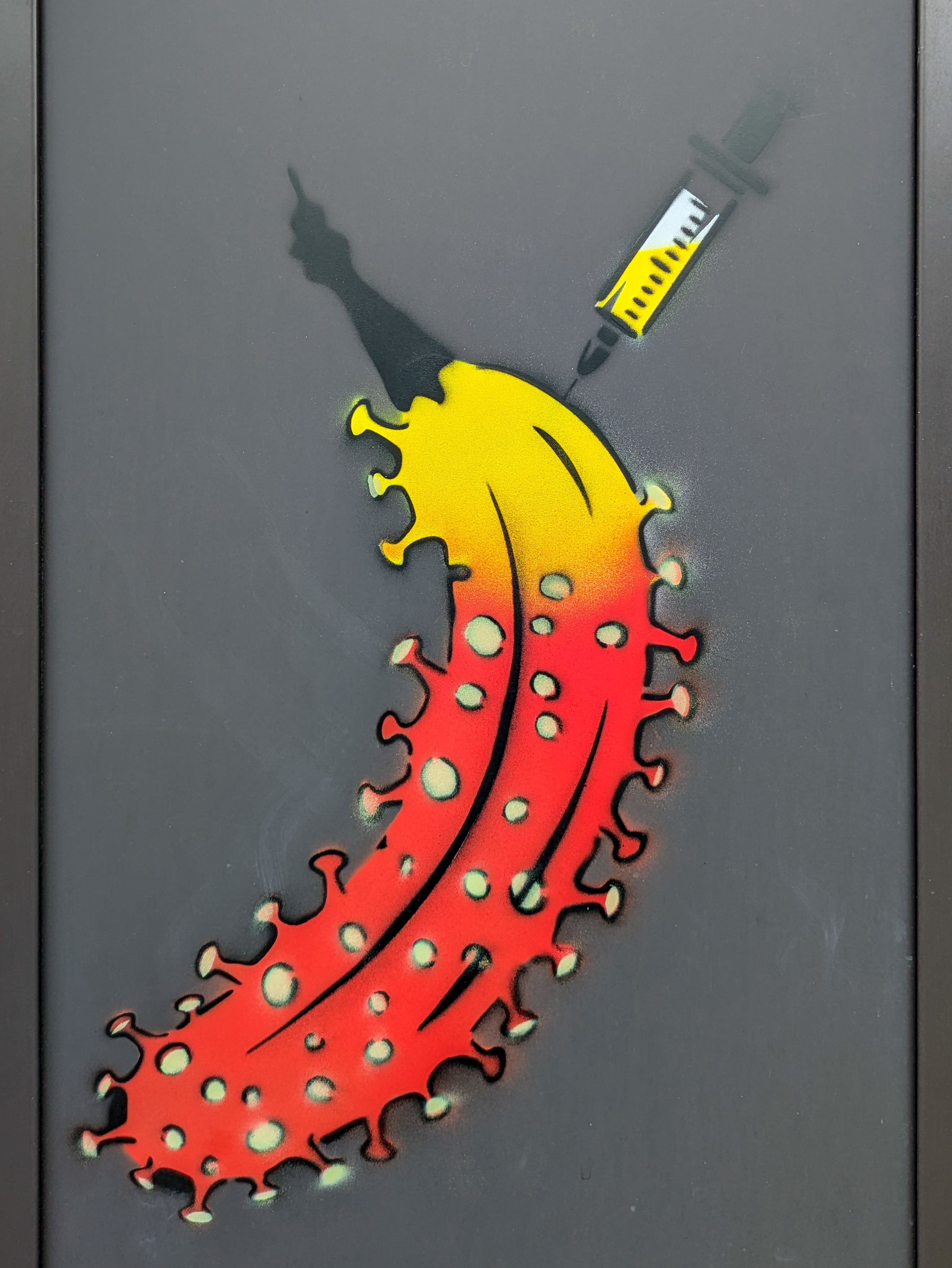
Impfbanane am Helios Klinikum Bonn-Rhein-Sieg

Ab Anfang 2021 hat er Institutionen mit dem Aufsprayen einer „Impfbanane“ ausgezeichnet, die sich besonders für das Impfen eingesetzt haben.

## Öffentliche Sammlungen
Deutschland

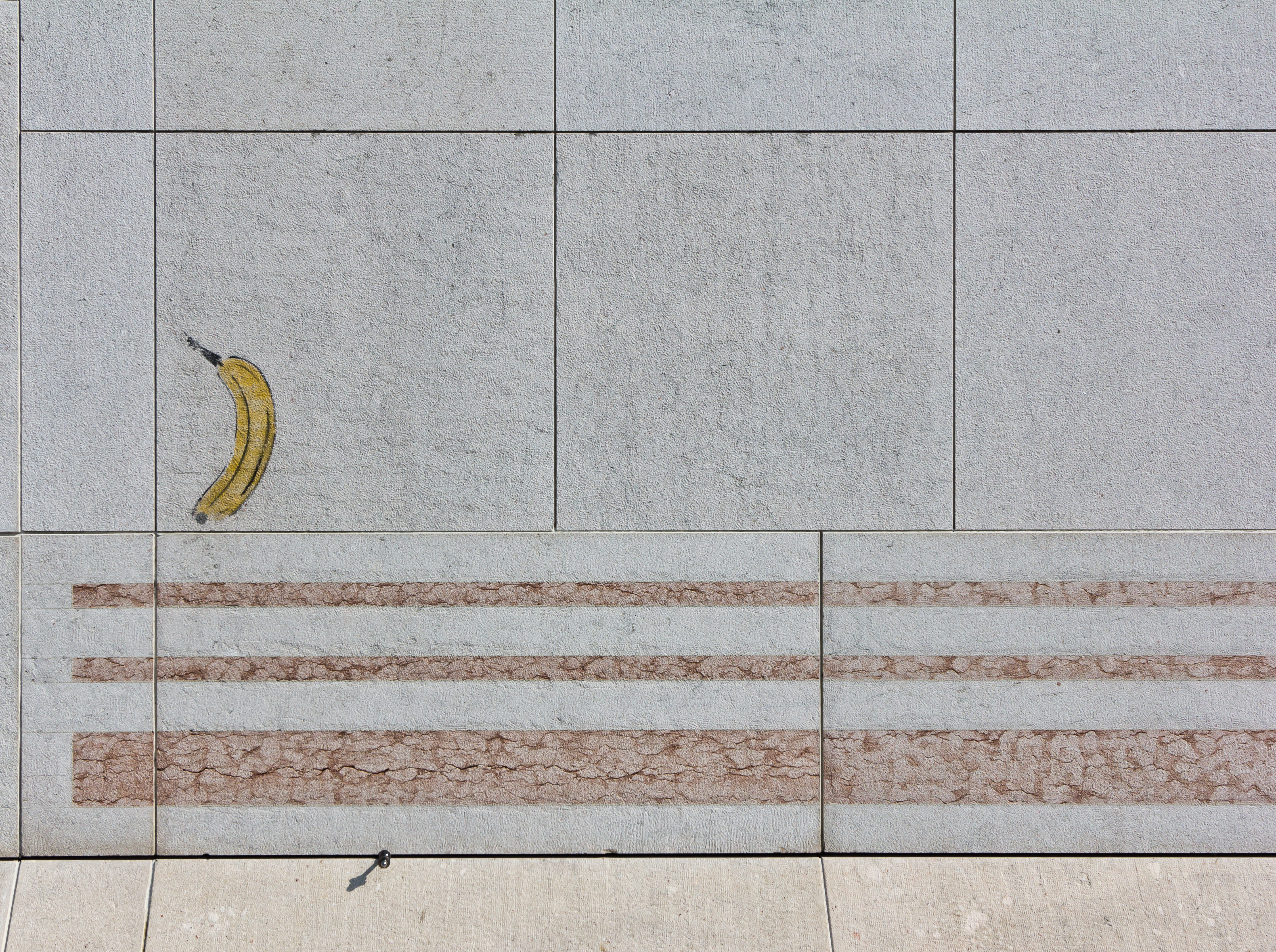
Eine Spraybanane am Eingang zur Kunst- und Ausstellungshalle der Bundesrepublik Deutschland, Bonn (Foto: 2014)

- Sammlung K20, Kunstsammlung Nordrhein-Westfalen, Düsseldorf
- Sammlung Sparkasse KölnBonn
- Sammlung Deutsches Glasmalerei-Museum, Linnich
- Sammlung Galerie der Stadt Sindelfingen
- Sammlung Leopold-Hoesch-Museum, Düren
- Sammlung Industriemuseum, Leverkusen
- Sammlung Kölnisches Stadtmuseum, Köln
- Sammlung Kunstverein Bad Salzdetfurth e. V.
- Sammlung Museum Goch
- Sammlung Siegerlandmuseum der Stadt Siegen
- Sammlung Städtische Sammlungen Schweinfurt
- Sammlung Wilhelm-Fabry-Museum, Hilden
- Sammlung Deutsches Klingenmuseum, Solingen
- Sammlung Kunsthalle Schweinfurt
- Sammlung Stadt Schwetzingen, Kunstverein

Italien
- Sammlung La Serpara

Schweiz
- Sammlung Kunsthaus Grenchen
- Cartoonmuseum Basel